# Gerhard Adolph
Gerhard Adolph (* 20. September 1937 in Halle (Saale)), genannt Adi,  ist ein ehemaliger DDR-Leichtathlet und deutscher Schauspieler und Moderator.

## Leben und Karriere
Als Angehöriger der Kasernierten Volkspolizei und Mitglied des Sportvereins ASK Vorwärts Berlin erkämpfte er sich mehrere Titel als bester Geher der DDR. Er errang 1959 den dritten Platz bei den Leichtathletik-Meisterschaften der DDR im 20-km-Einzelgehen und 1964 den zweiten Platz. Im 20-km-Mannschaftsgehen der Herren errang er mit seiner jeweiligen Mannschaft den ersten Platz in den Jahren 1959, 1961 und 1963 bis 1965. Für seine sportlichen Erfolge erhielt er die Titel „Meister des Sports“ und „Verdienter Meister des Sports“.
1959 hatte Adolph seine erste Kindersendung im DDR-Fernsehen, „Sport – Spiel – Spaß“. 1960 absolvierte er ein Schauspielstudium. Bekannt wurde Adolph im Fernsehen der DDR vor allem als Adi durch seine Sportsendung für Kinder mit dem Titel „Mach mit, mach’s nach, mach’s besser“. Sie wurde sonntags um 10 Uhr gesendet.
Von 1964 bis 1991 moderierte er mit wechselnden Assistentinnen, unter anderem Christine Trettin-Errath, Nadine Krüger, 333 dieser Sportsendungen, in denen Schüler in unterschiedlichen Wettbewerben gegeneinander antraten, um die beste Mannschaft zu ermitteln. Die Schulgruppen mussten sich vorher in Ausscheidungskämpfen für die Endrunde qualifizieren. Die Kinder absolvierten in Schul- oder Stadtmannschaften ideenreiche, witzige und gesundheitsförderliche Sport- und Spielstaffeln, in denen insbesondere Schnelligkeit, Geschicklichkeit und Mannschaftsgeist als Voraussetzungen galten, um dabei sein zu können. Im Jahresendausscheid kämpften dann die besten Mannschaften um den vom Nationalen Olympischen Komitee der DDR gestifteten Pokal.
Auch nach der Wende und der Einstellung seiner Sendung moderierte „Adi“ weiterhin, insbesondere Veranstaltungen, bei denen Kinder sportlich aktiv mitmachen können.
Im Jahr 2005 war er der Botschafter des „Internationalen Deutschen Turnfestes“ (IDTF) in Berlin.
Adolph lebt in Berlin-Friedrichshain.